# Vereinigung der mund- und fussmalenden Künstler
Die Vereinigung der mund- und fussmalenden Künstler (VDMFK) ist eine internationale kommerzielle Organisation von heute ca. 820 körperbehinderten Künstlern aus 76 Ländern mit Sitz in Schaan im Fürstentum Liechtenstein.

## Geschichte
Die VDMFK wurde im März 1957 auf Initiative des Mundmalers Arnulf Erich Stegmann im Waldhotel „Liechtensteiner Hof“ in der liechtensteinischen Gemeinde Schaan gegründet, wo die Vereinigung bis heute ihren Sitz hat. Stegmann wurde auch zu ihrem ersten Präsidenten gewählt. Im selben Jahr waren 18 mund- und fußmalende Künstler in der VDMFK organisiert, von denen 16 bei der Gründung anwesend waren.
Nach dem Tode Stegmanns 1984 wurde Marlyse Tovae, ebenfalls Gründungsmitglied, Präsidentin. Nach ihrem Tod im Jahr 2001 wurde am 23. Oktober 2002 Eros Bonamini (* 1942 in Verona) an die Spitze der Organisation gewählt, er starb im November 2012. Serge Maudet wurde durch die Vollversammlung der mund- und fussmalenden Künstler im Juli 2013 in Wien zum vierten Präsidenten der VDMFK gewählt worden.
Seit Anfang 2007 zeigt die VDMFK auf ihrer Homepage Videos über Leben und Geschichte der Mitglieder. Diese Videosammlung wird monatlich erweitert. 

## Die Vereinigung in Deutschland
Im Jahr 2014 gab es in Deutschland fünf VDMFK-Vollmitglieder (Antje Kratz, Thomas Kahlau, Günther Holzapfel, Reinhard Melzer und Lars Höllerer). Des Weiteren gibt es zwei assoziierte Mitglieder, die Mundmaler Markus Kolp und Markus Kostka. Zu den drei Stipendiaten zählen Waldemar Merz, Renate Schaible-Kaufmann und Petra Wenig. Die in Deutschland vertriebenen Produkte werden von der vereinseigenen MFK Mund- und Fußmalende Künstler Verlag GmbH (MFK-Verlag) verlegt. Deren Geschäftsführer ist Florian Stegmann, der Enkel des Gründers der VDMFK, Arnulf Erich Stegmann. Ein grosser Teil der in Deutschland verkauften Kunstkarten wird über den Direktversand vertrieben.

## Finanzierung
Die VDMFK wird vom Deutschen Zentralinstitut für soziale Fragen als Wirtschaftsunternehmen und nicht als Hilfswerk eingestuft. Die Organisation finanziert sich von Erlösen aus dem Verkauf von Grusskarten, Kalendern, Puzzles und Büchern von Fuss- und Mundmalern, welche besonders in der Zeit vor Weihnachten und Ostern zum Kauf angeboten werden. Über die Höhe der Einnahmen gibt die VDMFK keine Auskunft.
Alle Stipendiaten und Mitglieder der VDMFK erhalten ein monatliches Gehalt oder Stipendium. Die VDMFK unterstützt die mund- und fussmalenden Künstler nicht nur finanziell, sondern fördert auch ihren künstlerischen Erfolg und verschafft ihnen trotz der schweren Umstände, Anerkennung und Respekt.
Die prozentuale Verwendung der Einnahmen beziffert die VDMFK in der 2013 vom MFK-Verlag herausgegebenen Broschüre «lebensWERK» für das Geschäftsjahr 2011/2012 wie folgt: 61,63 % Zuwendungen für Mitglieder und Stipendiaten und Zuweisungen in Reserven und Rückstellungen für Mitglieder und Stipendiaten, 29,97 % für Ausstellungs-, Werbe-, Aufbau- und Verlagskosten sowie 8,40 % für Verwaltungskosten.
Laut einem Artikel der Zeitschrift Stern aus dem Jahr 2000 wurden die Jahreseinnahmen der VDMFK auf einen dreistelligen Millionenbetrag geschätzt. Die Quelle, auf der diese Schätzung beruht, wird nicht erklärt. Gemäss Stern ging damals nur ein Bruchteil der Einnahmen, in Deutschland ca. 250.000 Euro pro Jahr (Stand 2000), an die mund- und fussmalenden Künstler, wohlwissend, dass die VDMFK Mund- und Fussmaler auf der ganzen Welt unterstützt. Millioneneinnahmen flossen damals auf die Konten der Finanzierungsgesellschaft Alfina, die nach offizieller Darstellung eine Tochtergesellschaft der VDMFK ist.

## Kritik
In den 1990er Jahren vergab die Finanzierungsgesellschaft «Allfina» laut Recherchen des Stern nicht nur an die Künstler Kredite, sondern auch an den Finanztreuhänder Herbert Batliner († 2019) und Familienmitglieder. Batliner, gegen den in Deutschland wegen Beihilfe zur Steuerhinterziehung von 250 Mio. Euro ermittelt wurde, arbeitete bis 2013 als sogenannter «Rechtskonsulent» für die VDMFK. Seine Bemühungen liess er sich 1993 (für die anderen Jahre liegen keine Daten vor) mit 275.000 Schweizer Franken vergüten. Auf der Vollversammlung 2013 in Wien wurde Johannes Gasser als neuer Rechtskonsulent gewählt. Der aktuelle Jahresabschluss des MFK-Verlages und die Finanzausstattung des Unternehmens sind öffentlich einsehbar.